# Farroupilha
Farroupilha är en stad och kommun i delstaten Rio Grande do Sul i södra Brasilien. Kommunen har cirka 70 000 invånare och bildades den 11 december 1934, från att tidigare tillhört Caxias do Sul.

## Administrativ indelning
Kommunen var år 2010 indelad i fyra distrikt:
- Farroupilha
- Jansen
- Nova Milano
- Nova Sardenha